# Elytraria madagascariensis
Elytraria madagascariensis là một loài thực vật có hoa trong họ Ô rô. Loài này được Raymond Benoist mô tả khoa học đầu tiên năm 1946 dưới danh pháp Tubiflora madagascariensis. Năm 1972, A. B. M. Enayet Hossain chuyển nó sang chi Elytraria.

## Phân bố
Loài bản địa Madagascar.